# 克萊因冰川
71°40′S 62°0′W / 71.667°S 62.000°W
克萊因冰川（英語：Cline Glacier）是南極洲的冰川，位於帕爾默地，流經席爾馬赫山和羅利山，最終注入奧多姆灣源頭，美國地質調查局在1974年繪入地圖，現時由南極條約體系管理。